# Martin Secker
Martin Secker, all'anagrafe Percy Martin Secker Klingender (Londra, 6 aprile 1882 – Iver, 6 aprile 1978), è stato un editore britannico.

## Biografia
Martin Secker entrò nel mondo dell'editoria nel 1908, quando trovò lavoro come assistente libraio nella libreria di James Eveleigh Nash (1874-1956). Nel 1910 Secker fondò una propria casa editrice, la «Martin Secker, Ltd.». Divennero suoi soci lo scrittore Rafael Sabatini, che fece parte della società dal 1916 al 1918, e il critico Percival Presland Howe a partire dal 1918. Nel primo decennio di attività, la società editrice di Secker pubblicò opere in prosa di Norman Douglas, Arthur Machen, Compton Mackenzie, Viola Meynell, Oliver Onions, Frank Swinnerton e Francis Brett Young, e in versi di Maurice Baring, T.W.H. Crosland, Emily Dickinson, James Elroy Flecker, Ford Madox Ford e D.H. Lawrence. A metà degli anni venti, Martin Secker era il preminente editore britannico di opere di autori europei tradotte in lingua inglese, fra cui romanzi di Thomas Mann, Hermann Hesse, Arnold Zweig, Franz Kafka e Lion Feuchtwanger. Dopo il 1929 la casa editrice si trovò in difficoltà economiche e nel  1936 la «Martin Secker, Ltd.», che era in receivership, fu acquistata da  Fredric Warburg e Roger Senhouse e il nome fu cambiato in «Secker & Warburg». 
Nel 1937, Martin Secker acquistò la Richards Press, appartenente precedentemente a Grant Richards, e pubblicò opere di Richard Le Gallienne, James Elroy Flecker, A. E. Housman ed Enid Blyton; nel 1938, fondò la Unicorn Press, che pubblicò opere di Arthur Symons, Robert Hichens e Oscar Wilde; Secker continuò a esercitare fino al 1962, quando vendette la sua attività editoriale a John Baker.

## Opera
- (EN) Letters from a publisher: Martin Secker to D. H. Lawrence & others: 1911-1929, London, Enitharmon press, 1970.